# Aituà
Aituà ([əjtu'a], antigament Uitesà, oficialment en francès Aytua) és un poble a 880 m d'altitud, del terme comunal d'Escaró, de la comarca del Conflent, a la Catalunya del Nord.
El 2007 hi vivia una vintena de persones.
Està situat en una zona de castanyers, a la vall de la Ribera d'Aituà, afluent per la dreta de la Ribera de Vallmarçana, per dessota del Pic de Tres Estelles. Properes al sud del nucli de població hi ha mines de ferro, d'hematites associades a hidròxids i a ferro espàtic (siderita) descompostos. La seva explotació ve d'èpoques remotes, com ho testimonia una moneda romana trobada a l'interior d'una de les mines, i s'allargà fins al 1962, quan es tancà la darrera. Als Clots de Meners es poden observar les boques de diverses galeries i les antigues vies emprades per a l'extracció del mineral i el seu transport cap a l'Estació de Serdinyà.

## Etimologia
El nom de la vila ha tingut diverses variants amb el pas del temps: Vitesanum, Hutesano, Vytesa, Utezanum, Vuitesa, Huitezà (1587) i Huytesa (1750). Per a Joan Coromines es tracta d'un topònim acabat en -anum o -ianum, forma derivada adjectival d'un nom propi romà, cosa que indica un predi fruit de la colonització romana. El que ofereix més dubtes és l'ètim origen de la primera part: descarta un Optatus o Optatius perquè el grup pt no donaria en la seva evolució el ui- inicial del nom antic, i es decanta més per un Octatus o Octiatus fruit de l'evolució en baix llatí dels anteriors. Això hauria donat la forma Octatianum que, en la seva evolució, hauria donat pas a un Oi-/Ui- inicial i a un -adianu/-asianu que menaria al uitesanum de la forma documentada més antiga (essent la v realment una u). Més modernament s'hauria donat el canvi uiteà en aitua, mutació vocàlica habitual en les llengües romàniques.

## Història
Aituà apareix documentat per primera vegada el 1011, en un document que fa constar que l'abadia de Sant Miquel de Cuixà hi tenia un alou. La senyoria del poble, però, hauria estat del Comtat de Cerdanya fins al comte Guillem Ramon (1068-1095), que hauria lliurat el poble a l'abadia de Sant Martí de Canigó a canvi del reconeixement de certs drets. El 1381, Berenguer d'Oms i de Mura n'adquirí la completa jurisdicció.
Era propietat de la família Satgé, de Prada, al segle xviii. El 1822 fou annexada a Escaró. La nova comuna fou anomenada Escaró Aytua.

## Administració i política

### Alcaldes

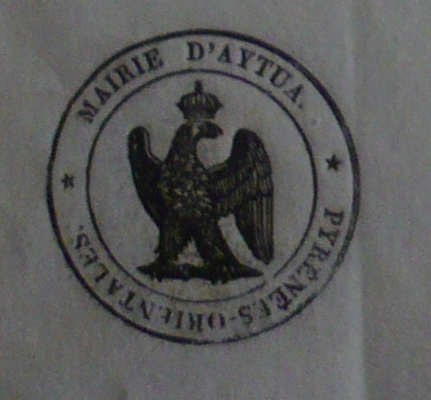
Segell d'Aituà (1815)

| Alcalde              | Període  |
| -------------------- | -------- |
| ?                    | ?        |
| Joseph Parent Raulet | ? - 1815 |
| Sébastien Parent     | 1815 - ? |
| ?                    | ?        |

## Demografia
| 1793 | 1794 | 1796 | 1800 | 1804 | 1806 | 1820 |
| ---- | ---- | ---- | ---- | ---- | ---- | ---- |
| 55   | 55   | 43   | 43   | 42   | 29   | 67   |

## Llocs d'interès
L'església de Santa Cristina d'Aituà, que no és tan antiga com el poble. Dedicada a santa Cristina, va ser construïda el segle xvi en un estil tardoromànic, amb absis semicircular. Conserva un calze de començaments del segle xvii i efígies de santa Cristina, del segle xvii, amb la palma del martiri, santa Anna i sant Jaume. S'hi fa aplec el dia de la santa, el 24 de juliol.